# 롤캣

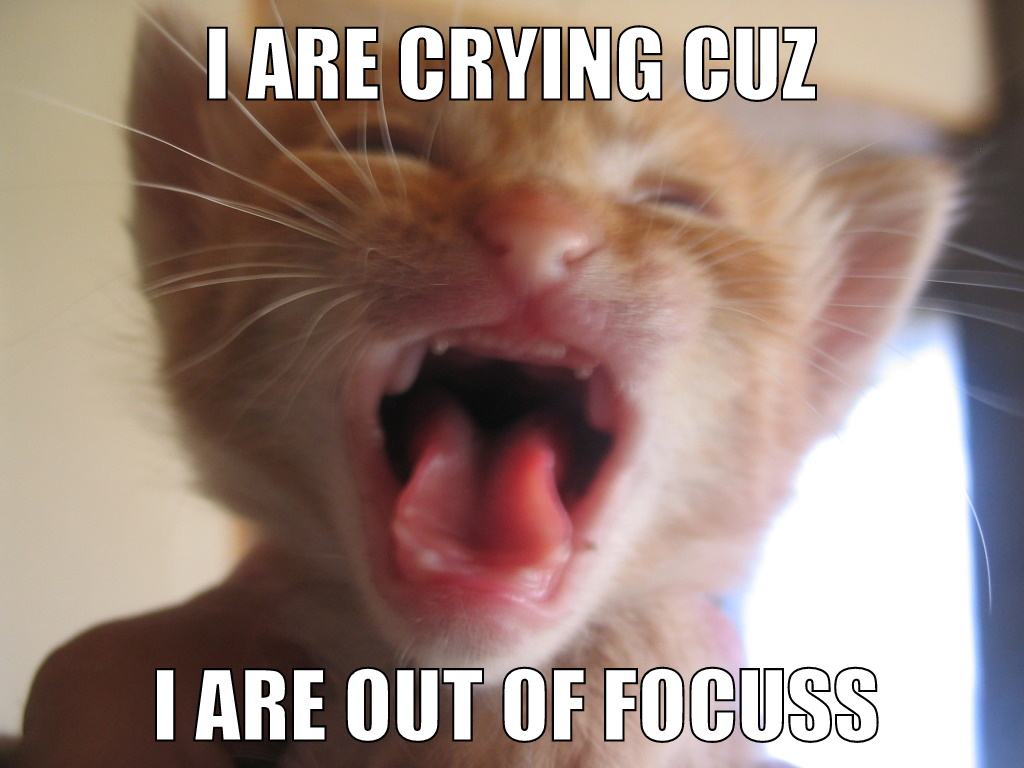
lolcat의 예

롤캣(영어: Lolcat)은 인터넷 상 고양이의 사진에 영어 문단을 넣는 유머스러운 영상과 그 문화요소들을 일컫는다. 영어 문단의 문법은 대부분 기이하게 틀리며 외계어를 연상케 만든다. Lolcat은 lol과 cat의 (고양이) 합성어다. 인터넷 밈 중 하나이다.

## 관련 문헌
- “With 'LOLcats' Internet Fad, Anyone Can Get In on the Joke”. 월스트리트 저널. 2007년 8월 25일.
- “If you give a cat a keyboard”. Minneapolis Star Tribune. 2007년 7월 26일. 2007년 9월 28일에 원본 문서에서 보존된 문서. 2007년 9월 28일에 확인함.
- “Bloggers Bring in the Big Bucks”. 비즈니스위크. 2007년 7월 13일.

## 같이 보기
- NPC (밈)
- lol